# Yovie Widianto
Yovie Widianto (nacido en Bandung, Java Occidental, el 21 de enero de 1968) es un cantante, compositor y músico indonesio. Fue además unos de los fundadores del grupo musical Kahitna, ya que él estaba a cargo de tocar la posición de los teclados del piano. Además Yovie, es uno de los compositores más prolíficos de la escena musical de Indonesia. Además ha trabajado escirbiendo y componiendo temas musicales, para otros reconocidos artistas como Rio Febrian, Audy, Tetty Manurung, Rida Sita Dewi, Rita Effendi, Yana Julio, Pinkan Mambo, Delon, Astrid, Chrisye, Glenn Fredly, Lingua, Andity, Ihsan, Dirly, Ghea, Bening, Lisa A.Riyanto, Hedi Yunus, Dea Mirella, Rossa, Ressa Herlambang y entre otros más . Yovie ha sido jurado en Indonesian Idol de temporada-2, sustituyendo a Dimas Djayadiningrat.

## Obras de Yovie Widianto
- Katakanlah (Tetty Manurung)
- Merenda Kasih (Ruth Sahanaya)
- Ada Cinta (Bening)
- Mengapa Tak Ku Hindari (Bening)
- Arti Sebuah Keangkuhan (Sherina)
- Untukku (Chrisye)
- Kemenangan Hati(Ihsan)
- Menanti (Dea Mirella)
- Takkan Terganti (Dea Mirella)
- Terlalu Cinta (Rossa)
- Tak Termiliki (Rossa)
- Kini (Rossa)
- Menyesal (Ressa Herlambang)
- Biarkanlah (Nia Zulkarnaen)
- Sebatas Mimpi (Rita Effendy)
- Cerita Cinta (Kahitna)
- Cantik (Kahitna)
- Seandainya Aku Bisa Terbang (Kahitna)
- Andai Dia Tahu (Kahitna)
- Sampai Nanti (Kahitna)
- Setahun Kemarin (Kahitna)
- Permaisuriku (Kahitna)
- Cinta Sudah Lewat (Kahitna)
- Adakah Dia (Kahitna)
- Katakan Saja (Kahitna)
- Aku-Dirimu-Dirinya (Kahitna)
- Cinta Sendiri (Kahitna)
- Indah Ku Ingat Dirimu (Yovie & Nuno)
- Lebih Dekat Denganmu Juwita (Yovie & Nuno)
- Janji Di Atas Ingkar (Audy)
- Kasih Putih (Glenn Fredly)
- Cukup Sudah (Glenn Fredly)
- Pada Satu Cinta (Glenn Fredly)
- Suratku (Hedi Yunus)
- Bukan Untukku (Rio Febrian)
- Lebih Baik Darinya (Rio Febrian)
- Salahi Aku (Rio Febrian)
- Bila Ku Ingat (Lingua)
- Adilkah Ini (Tia AFI
- Kekasih Sejati (Monita)
- Beda (Andity)
- Semenjak Ada Dirimu (Andity)
- Kita Bisa - Wa Ei Wa E O (Lagu SEA Games 2011)
- Aku Punya Hati (Kahitna)
- Suami Terbaik (Kahitna)
- Kunang-Kunang (Angel Pieters)
- Selamat Malam Kekasihku (Revo Marty)

## Discografía

### Kahitna
- Cerita Cinta (1994)
- Cantik (1996)
- Sampai Nanti (1998)
- Permaisuriku (2000)
- The Best of Kahitna (2002)
- Cinta Sudah Lewat (2003)
- Soulmate (2006)
- Lebih Dari Sekedar Cantik (2010)
- Cerita Cinta: 25 Tahun Kahitna (2011)

### Yovie & The Nuno
- Semua Bintang (2001)
- Kemenangan Cinta (2005)
- The Special One (2007)
- Winning Eleven (2010)
- Still The One (2014)

### En solitario
- Kumpulan Karya Terbaik Yovie Widianto (2000)
- A Portrait of Yovie (2005)
- Kemenangan Hati (2007)
- Yovie and His Friends: Irreplaceable (2013)

### Concierto en solitario
- The Magical Journey of Yovie Widianto (2006)
- Irreplaceable (2013)